# 温布利
温布利，是英国伦敦西北部的一个区域，也就是布倫特倫敦自治市的西部。

## 人口
温布利是全英国种族最多样化的地区，居住着亚、非-加勒比、非、爱尔兰、南美和东欧裔人。

## 體育
温布利是英格兰国家足球场温布利球场和主要音乐会场溫布利體育館（Wembley Arena）所在地。温布利园区虽然有体育场和随之而来的巨大经济利益（有许多四星级旅馆），但温布利中心地区依然是伦敦最穷的地区之一。
第9届、第12届、第15届和第21届世界乒乓球锦标赛在这里举行。1975年创办的斯诺克大师赛每年都在这里举行，故又被称为温布利大师赛。